# Gonzo (pornografia)
Il genere gonzo si riferisce, nella cinematografia pornografica, a quelle produzioni in cui il cineoperatore o il regista prende parte all'azione, parlando agli attori, o partecipando come attore egli stesso. Il termine, coniato sulle pagine di AVN per definire il genere, è un riferimento all'omonimo stile di scrittura giornalistica, caratterizzato dal coinvolgimento diretto del giornalista nei fatti o eventi in discussione. Jamie Gillis viene considerato il fondatore del genere grazie alla serie On the Prowl.

## Caratteristiche
Nel gonzo non c'è trama e le scene di sesso hanno la priorità rispetto a sviluppi narrativi o personaggi. In film di questo genere, il regista o cameraman interagisce con gli attori o gli spettatori: l'obiettivo di questa attività è coinvolgere al massimo lo spettatore finale e conferire un senso di realtà piuttosto che di finzione, abbattendo la cosiddetta quarta parete, quella barriera ideale che separa gli attori dallo spettatore. Costumi e scenografia sono molto ridotti o inesistenti, anche per ottimizzare il budget. Gli interpreti possono intrattenere qualsiasi tipo di rapporto sessuale, anche in modo non convenzionale.
A partire dagli anni novanta il genere è stato caratterizzato da diffuse scene di sesso anale, introdotte da John Stagliano verso la fine degli anni 1980 con il film Buttman e poi sdoganate su larga scala da Seymore Butts negli anni seguenti. Nel 1994 i premi Adult Video News introdussero una categoria appositamente per il miglior gonzo dell'anno. A partire dai primi anni 2000, è stato registrato un incremento di video pornografici gonzo interrazziali, solitamente rappresentati un uomo di colore con una donna caucasica.